# Filaret Pancu
Filaret Pancu (născut Teodor Pancu, în ucraineană Філарет Панку; n. 1 septembrie 1965, Țîghira, raionul Ungheni, RSS Moldovenească, URSS) este un episcop ucrainean, arhiepiscop de Fălești și Moldova de est (2005-2018, din 2020), fost episcop de Cetatea Albă (Bilhorod-Dnistrovskîi, 2019-2020) în cadrul Bisericii Ortodoxe Ucrainene a Patriarhiei Kievului.

## Biografie
S-a născut în satul Țîghira, raionul Ungheni, RSS Moldovenească (actualmente în același raion, R. Moldova). A intrat la mănăstire după ce a absolvit școala media și a terminat serviciul militar în 1988. În același an a fost hirotonit preot. În 1993 i s-a acordat titlul de arhimandrit și a devenit superiorul mănăstirii Sf. Nicolae din Chișinău. Apoi și-a continuat educația la Universitatea de Stat din Chișinău, unde în 1995 a absolvit Facultatea de Filosofie și Psihologie. Un an mai târziu, a absolvit seminarul teologic de la Mănăstirea Noul Neamț din Chițcani. A absolvit teologia la Academia Teologică din Chișinău în 2000.
În 2005, la solicitarea sa, s-a alăturat Bisericii Ortodoxe Ucrainene a Patriarhiei de la Kiev. La 27 iulie 2005 a fost numit episcop Fălești și Moldova de est în această jurisdicție. Chirotonia sa episcopală a avut loc patru zile mai târziu la Catedrala Sf. Vladimir din Kiev sub conducerea patriarhului de Kiev, Filaret.
La 5 februarie 2019, a fost numit episcop de Cetatea Albă și regiunea Nistrului, postură pe care a deținut-o o perioadă scurtă.